# Hemigrammopetersius pulcher
Hemigrammopetersius pulcher är en fiskart som först beskrevs av Boulenger, 1909.  Hemigrammopetersius pulcher ingår i släktet Hemigrammopetersius och familjen Alestidae. IUCN kategoriserar arten globalt som otillräckligt studerad. Inga underarter finns listade i Catalogue of Life.